# Synagoga v Polici
Bývalá synagoga v Polici na čp. 125 se nachází na jižním okraji Židovské ulice. Jedná se o jedinečnou stavbu venkovské barokní synagogy z poloviny 18. století. Význam této synagogy podtrhuje i její začlenění do urbanistického komplexu Židovské ulice, který se v Polici dochoval „v téměř kompletním stavu”. Židovské ghetto mimo vlastní ulice a synagogy tvoří dále vinopalna (čp. 138), špitál s lázní (čp. 128) a židovský hřbitov. V roce 2004 převedla Česká obec sokolská budovu Federaci židovských obcí. Zástupci Federace ŽO, brněnské židovské obce a nadačního fondu Zecher provedli spolu s přizvanými památkáři nejprve v letech 2004–2005 stavebně historický průzkum. V roce 2006–2007 byl vypracován projekt na obnovu synagogy do původního stavu z roku 1759. Od roku 2013 je synagoga chráněna jako kulturní památka České republiky.

## Historie
Židé se usadili v Polici již pravděpodobně po vypovězení ze Znojma v roce 1454. Nejstarší písemný doklad o židovské obci je datován příchodem židovských vystěhovalců z Vídně v roce 1671. Počátkem 18. století žilo v Polici kolem 40–50 rodin ve 22 domech. Na základě nařízení Karla VI. z prosince 1726 (translokační reskript), který nařizoval Židům přestěhovat se do zvláštních ulic a čtvrtí vzdálených od katolických hřbitovů a kostelů, postihla tato separace i místní židovské obyvatelstvo. Roku 1728 se muselo vystěhovat z domů na návsi do nově založené Židovské ulice. Hrabě Adam Berchtold nechal jižně pod zámkem vystavět po obou stranách úvozu asi 25 domů. První synagogu si Židé v Polici vystavěli na východní straně návsi. V roce 1728 musela být podle translokačního reskriptu prodána a později byla přestavěna v obytné sídlo. V roce 1730 si nakonec mohla židovská obec v dolní části Židovské ulice vystavět synagogu novou. S největší pravděpodobností se jednalo o dřevěnou stavbu, která v roce 1758 podlehla požáru a teprve po té nechal na svůj náklad rychtář Izák Landesmann vystavět synagogu zděnou.

### Období první republiky
Za první světové války v roce 1917 koupil majitel polického panství Alfred Vražda z Kunevaldu synagogu od židovské obce, která přesídlila do Jemnice. Ten ji po vzniku Československa roku 1919 daroval místní Jednotě sokolské. Sokolové počali devastací klenuté galerie pro ženy, potom odstranili větší část zvýšeného prostranství bimy před svatostánkem. Zásahu podlehlo i kamenné schodiště mužského vstupu a ženské schodiště na galerii a původní zařízení – vyřezávané lavice a zejména zděná výzdoba. V místě odstraněné bimy prorazili do sálu synagogy široký vstup pro dvoukřídlé dveře a středověké okénko nad svatostánkem nahradili emblémem Sokola. Takto vybouraný sál synagogy byl zasypán, přeložen trámky a latěmi, na nichž spočinula podlaha z dubových parket. Pod klenbou byl pak nainstalován trám, na který mohly být zavěšeny kruhy a lana. Tělocvičnu nakonec ještě obložili dřevěným obkladem do výšky 140 cm a galerii nahradili zvýšenou dřevěnou plošinou pro gymnastická cvičení.

### Období 1945 – 1989
Synagoga prodělala stavební úpravy i v období vlády KSČ. Po roce 1950 Sokolové pokračovali ve stavebních úpravách a do východního štítu vsadili velká třídílná okna. Před synagogou vybudovali z betonových desek příchozí cestu a zahrádku s kovovým plotem. Na západní straně přibyl k nově proraženým dveřím podélný přístavek s toaletou, kamny, šatnou a skladištěm pro náčiní. Později nainstalovali po celé klenbě elektrické rozvody.

### Období 1989 – 2004
Poslední neodborné zásahy prováděla obec Police v roce 2000. Při severní zdi nechalo obecní zastupitelstvo zbořit původní předsíň synagogy s mužským a ženským vstupem, ve stěně židovské rituální umyvadlo kior a nechalo odstranit hebrejské nápisy. Podle architekta Petra Franty, "tento zásah výrazně poškodil památkovou hodnotu dosud v podstatě dobře dochované barokní stavby a zbavil ji jednoho z charakteristických prvků tradiční synagogální architektury."

## Stavba
Polickou synagogu vystavěl v letech 1758 až 1759 zednický mistr Matyáš Kirchmayer z Kdousova ve stylu venkovského baroka. Jedná se o přízemní budovu skoro čtvercového půdorysu (850 x 830 cm) s sklenutou převýšenou valenou klenbou o výšce 660 cm se sedlovou střechou. Její průčelí zdobil barokní srdcový štít. Při severní straně původně stávala předsíň s mužským vstupem do hlavního sálu a s ženským schodištěm na galerii. V mužské části předsíně se dochovalo torzo kamenného mušlového umyvadla, v ženské části pro změnu hebrejský text s ornamenty z 18. století. Synagoga měla podle průzkumu v roce 1759 v ústředním sále cihlovou podlahu, galerii nesly kamenné sloupy na patkách a její čelo tvořily tři široké arkády. Na hoře ji od mužského sálu oddělovalo dřevěné ostění. Západní průčelí zdobila pravděpodobně dvě segmentová okna pod galerií a jedno uprostřed v západním štítu budovy. Na klenbě lze rozeznat oválné štukové medailony – tři při východním okraji klenby, tři při západním a jeden velký uprostřed, které mohly znázorňovat 6 všedních dnů a šabat nebo Slunce a planety. Sálový prostor osvětloval nad bimou jeden velký lustr, který tvořil střed celého prostoru, věčné světlo na východní straně sálu a menší lustr nad galerií. Atmosféru celého interiéru dotvářela výmalba s hebrejskými nápisy.

## Rekonstrukce 2012–2020
Dílčí opravy budovy probíhaly už od roku 2012. Na konci roku 2015 měla být dokončena základní rekonstrukce. V interiéru synagogy měla připravovaná expozice nabízet zmapování života židů na venkově a historii židovského obyvatelstva v Polici a okolí. Rekonstrukce synagogy však tehdy nebyla započata a byla odložena, Federace židovských obcí, v rámci jejího projektu měla rekonstrukce proběhnout, musela celý grant ve výši 150 milionů Kč vrátit. Tendr na rekonstrukce staveb byl napaden u Úřadu pro ochranu hospodářské soutěže společností Avers, která se tendru původně neúčastnila. Na rekonstrukci synagogy v Polici bylo vyhrazeno 12 milionů Kč. Za tuto částku se měla v období jednoho roku rekonstruovat podlaha, restaurovat interiérová omítka, obnovit ženská galerie, zrekonstruovat předsíň s dvěma vstupy, osadit nová okna a dveře a instalovat nové osvětlení a opravit elektroinstalace. Po rekonstrukci tak měla v synagoze vzniknout expozice "Židé na venkově". Práce na rekonstrukci synagogy měly v omezené míře pokračovat i v roce 2016. Synagoga byla v roce 2020 rekonstruována, slavnostně otevřena byla v červenci téhož roku.

### Ocenění
V roce 2021 obdržela za výše zmíněnou rekonstrukci cenu Patrinomium pro futuro za Příkladnou obnovu památky.